# Mark-Jan Fledderus
Mark-Jan Fledderus (født 14. december 1982 i Coevorden) er en hollandsk professionel fodboldspiller som i år 2006 spiller for FC Groningen.
Fledderus debuterede i 2002/2003 sæsonen i Eredivisie for SC Heerenveen. Efter for det meste at sidde på bænken hos SC Heerenveen skiftede han i 2003/2004 sæsonen til Stormvogels Telstar i den hollandske 1. division, hvor han kunne spille flere kampe.
Siden 2004/2005 sæsonen spiller Fledderus for FC Groningen.